# Kampanila

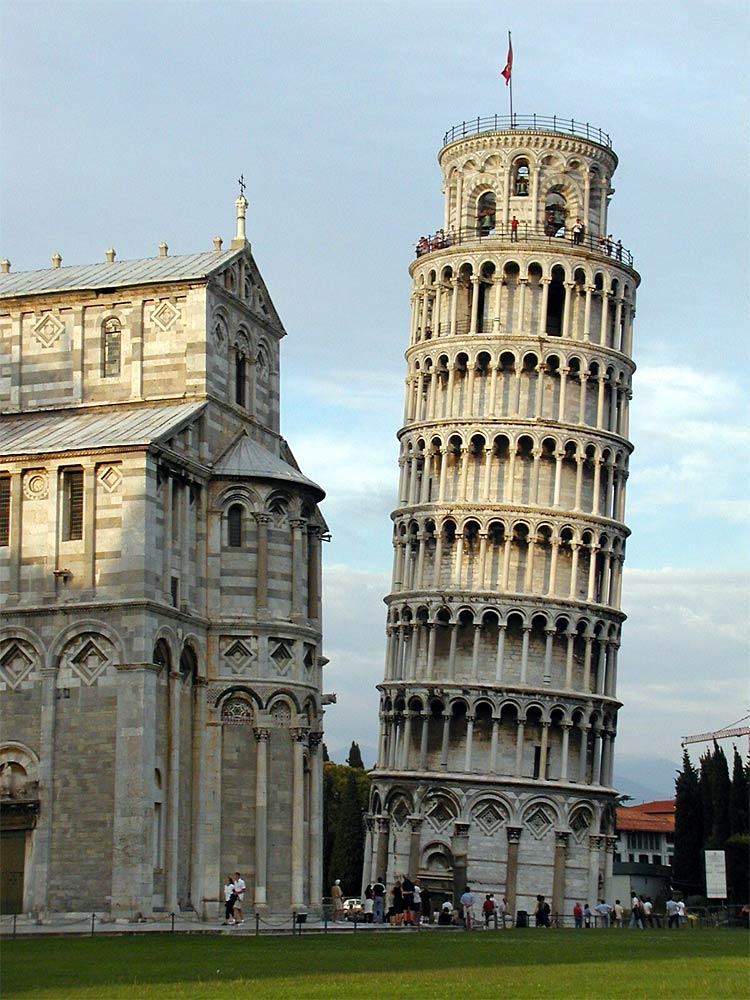
Najsłynniejsza kampanila - Krzywa Wieża w Pizie

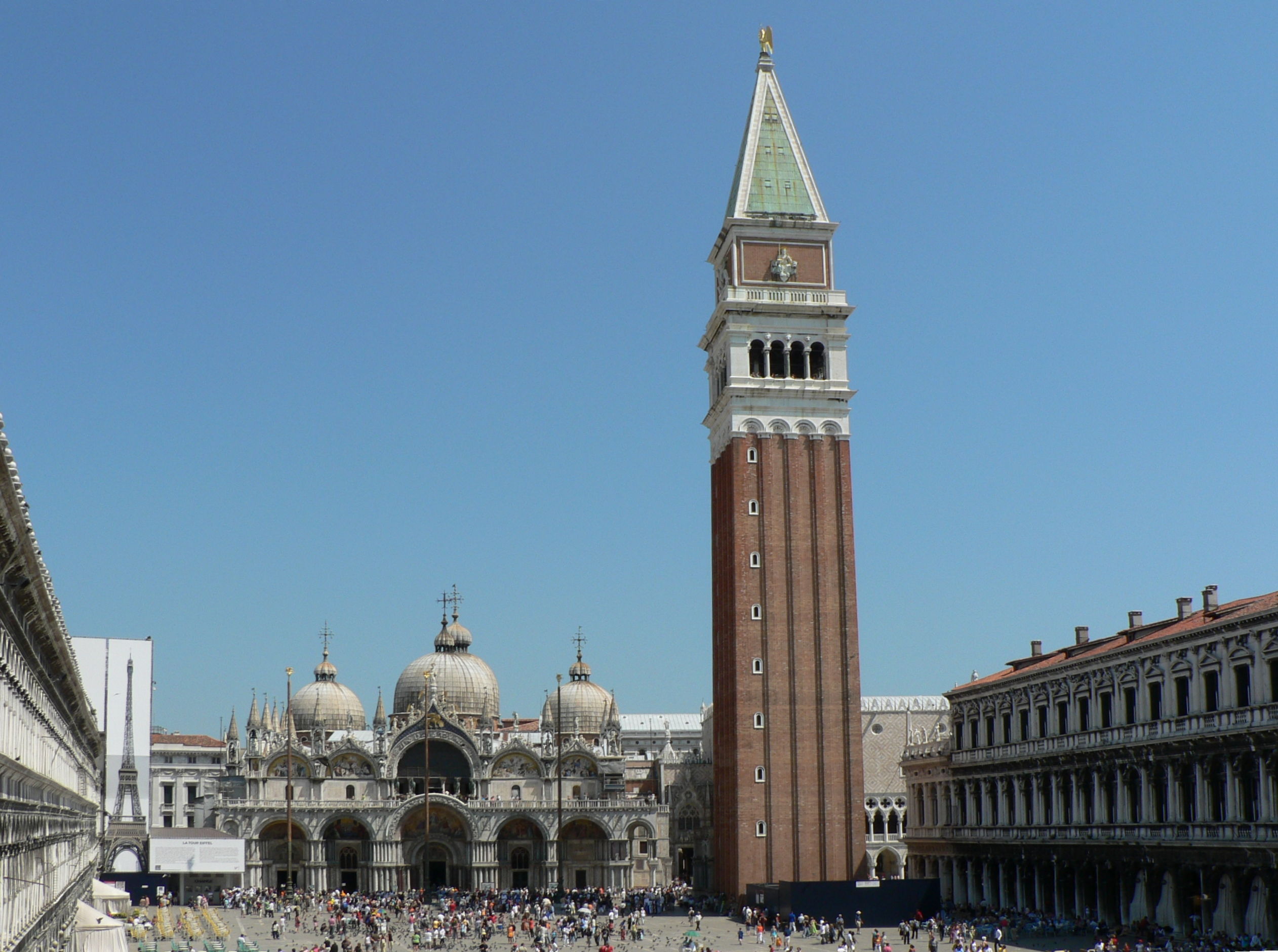
Kampanila przy bazylice św. Marka w Wenecji

Kampanila, campanila (wł. campanile) – dzwonnica kościelna charakterystyczna dla architektury włoskiej, wyodrębniona z bryły kościoła i budowana obok niej, inaczej niż w krajach Europy zachodniej i środkowej, w których dzwonnica zespolona była z kościołem.
Dzwonnica tego typu wykształciła się we Włoszech w okresie wczesnochrześcijańskim. Występuje w architekturze romańskiej (przy baptysteriach), gotyckiej i renesansowej. Najbardziej znanym przykładem takiego rozwiązania jest Krzywa Wieża w Pizie.
Inne znane dzwonnice we Włoszech:
- dzwonnica św. Marka w Wenecji
- dzwonnica Giotta (Florencja)